# Кривоселово
Кривоселово — деревня в центральной части Порховского района Псковской области. Входит в состав сельского поселения «Туготинская волость».
Расположена в 23 км к западу от города Порхов и в 4 км к северо-западу от волостного центра Туготино.
Численность населения составляет 32 жителя (2000 год).